# Torre Trieste
Der Torre Trieste ist ein 2458 m s.l.m. hoher Felsturm in den Dolomiten, der am Südende der Civetta-Gruppe steht. Der 750 m hohe, senkrechte Felsturm schließt das Val Corpassa ab. Er gehört zur Gemeinde Taibon Agordino in der italienischen Provinz Belluno in der Region Venetien. Die sechs Kilometer lange, Nord-Süd ausgerichtete Civetta-Gruppe bildet nach Westen eine bis 1000 Meter hohe Felswand. Der Torre Trieste liegt südlich des Monte Civetta, am südlichen Ende des Cantonikamms, in der Verlängerung der Cima della Busazza (2894 m) und bildet somit einen der südlichen Eckpfeiler der Gruppe.

## Alpinismus
Der lange Zeit als unbesteigbar geltende Turm wurde nach ausgiebigen Studium der Wand am 16. Juli 1910 von den beiden aus Triest stammenden Alpinisten Napoleone Cozzi und Alberto Zanutti der Società degli Alpinisti Triestini erstmals bestiegen. Letztere gehörten der Bergsteigergruppe Squadra Volante (italienisch für „fliegende Mannschaft“) an, die bei ihren Besteigungen auf Führer verzichtete. Da der Wandfuß an der Südseite als nicht begehbar eingestuft wurde, stiegen die beiden vom benachbarten Castello della Bussazza (2592 m s.l.m.) auf die darunterliegende nach Cozzi benannte Scharte (italienisch Forcella Cozzi) ab, die den Torre Trieste vom Castello della Busazza trennt. Von dort begannen sie den Durchstieg an der Ostseite auf den Gipfel. Zu Ehren ihrer Heimatstadt wurde der Felsturm von den beiden Erstbesteigern Torre Trieste benannt. Die Südwand wurde erstmals von Raffaele Carlesso und Bertoldo Sandri in zwei Tagen zwischen dem 7. und 8. August 1934 bestiegen, nachdem sie vormals bereits mehrmals an der Wand gescheitert waren. Als erste Frau betrat diesen Gipfel 1950 die 18-jährige Wienerin Grete Schöniger über die Westkante von Attilio Tissi, Giovanni Andrich, Domenico Rudatis (VI).
Die von Carlesso und Sandri eröffnete Route durch die Südwand wurde erst 1951 zum zweiten Mal von Armando Da Roit und Victor Russenberger ebenfalls in zwei Tagen zwischen dem 20. und 21. August begangen. 1962 wurde sie erstmals von einer Alpinistin, der Schweizerin Silvia Metzeltin, durchstiegen. Die erste Alleinbegehung gelang am 22. August 1978 Lorenzo Massarotto. Die erste Alleinbegehung im Winter wurde zwischen dem 29. und 31. Dezember 1999 von Claudio Moretta gemacht.

## Zustieg
Der Torre Trieste dominiert das Bergpanorama des Rifugio Vazzoler. Von dort aus gesehen steht der Torre Trieste völlig frei da. Das Rifugio erreicht man auf der Straße von Belluno über Agordo nach Listolade. Am Ende der asphaltierten Straße, die von Listolade aus durch das Val Corpassa führt, liegt die Capanna Trieste (Parkplatz). Von hier aus erreicht man das Rifugio Vazzoler nach einer 1,5-stündigen Wanderung durch das Val Corpassa (Weg Nr. 555). Das Rifugio liegt 30 Minuten entfernt von den Einstiegen der Kletterrouten an der Torre Trieste-Südwand.

## Kletterrouten
Die Civetta NW-Wand ist bekannt als die Wand der Wände und der Torre Trieste als der Turm der Türme. Es gibt keine leichten Routen zum Gipfel des Torre Trieste, aber viele sehr schwierige und kletter-historisch wichtige Routen. Der „Trieste-Südwanddurst“ ist berüchtigt und der Abstieg lang und kompliziert (14 Abseilstellen, die durch Querungen getrennt sind, 3–5 Stunden).
- Carlesso-Sandri (VI+ A0, bzw. VIII-, 650 Hm): Erstbegangen am 7. und 8. August 1934 von Raffaele Carlesso und Bartolo Sandri. Sie galt in den 1960er und 1970er Jahren als die schwerste Dolomitenroute, die sich spektakulär durch die Überhänge der Südwand schlängelt. Jeder ambitionierte Kletterer kannte die berühmten Kletterstellen Gelbe Wand, Carlesso-Platte und Hangeltraverse.[1]
- Cassin-Kante (VI+ A0, bzw. VII+, 650 Hm): Die vom 15. August bis 17. August 1935 von Riccardo Cassin und Vittorio Ratti erstbegangene Route verläuft entlang der Südost-Kante des Torre Trieste. Sie ist einer der absoluten Dolomiten-Klassiker und eines von Cassins Meisterwerken, eine lange und anspruchsvolle Route. Die Schwierigkeiten sind homogen und der Abstieg schwierig.[9]

Darshano L. Rieser und Reinhard Schiestl kratzten 1978 am Nimbus dieser beiden Routen, als sie die Carlesso für den Aufstieg wählten, um danach über die Cassin-Kante abzuklettern – und das alles in sieben Stunden.

## Touristische Erschließung
- Capanna Trieste (1135 m) – Ausgangspunkt zum Rifugio Vazzoler
- Rifugio Vazzoler (1714 m; CAI) – Standquartier im Süden für Klettertouren im Gebiet Torre Trieste, Torre Venezia

## Bilder

Torre Trieste
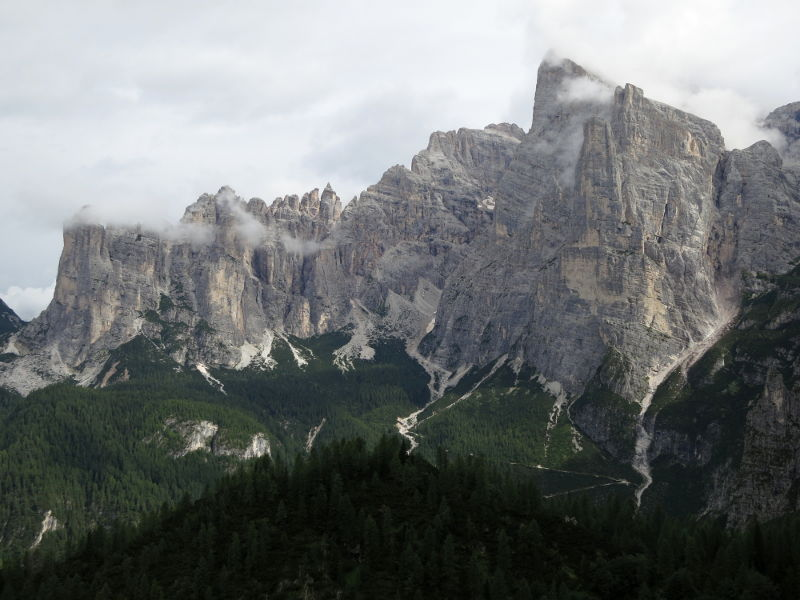
Panorama der Civetta Südwände vom Torre Venezia (links) bis Torre Trieste (rechts)
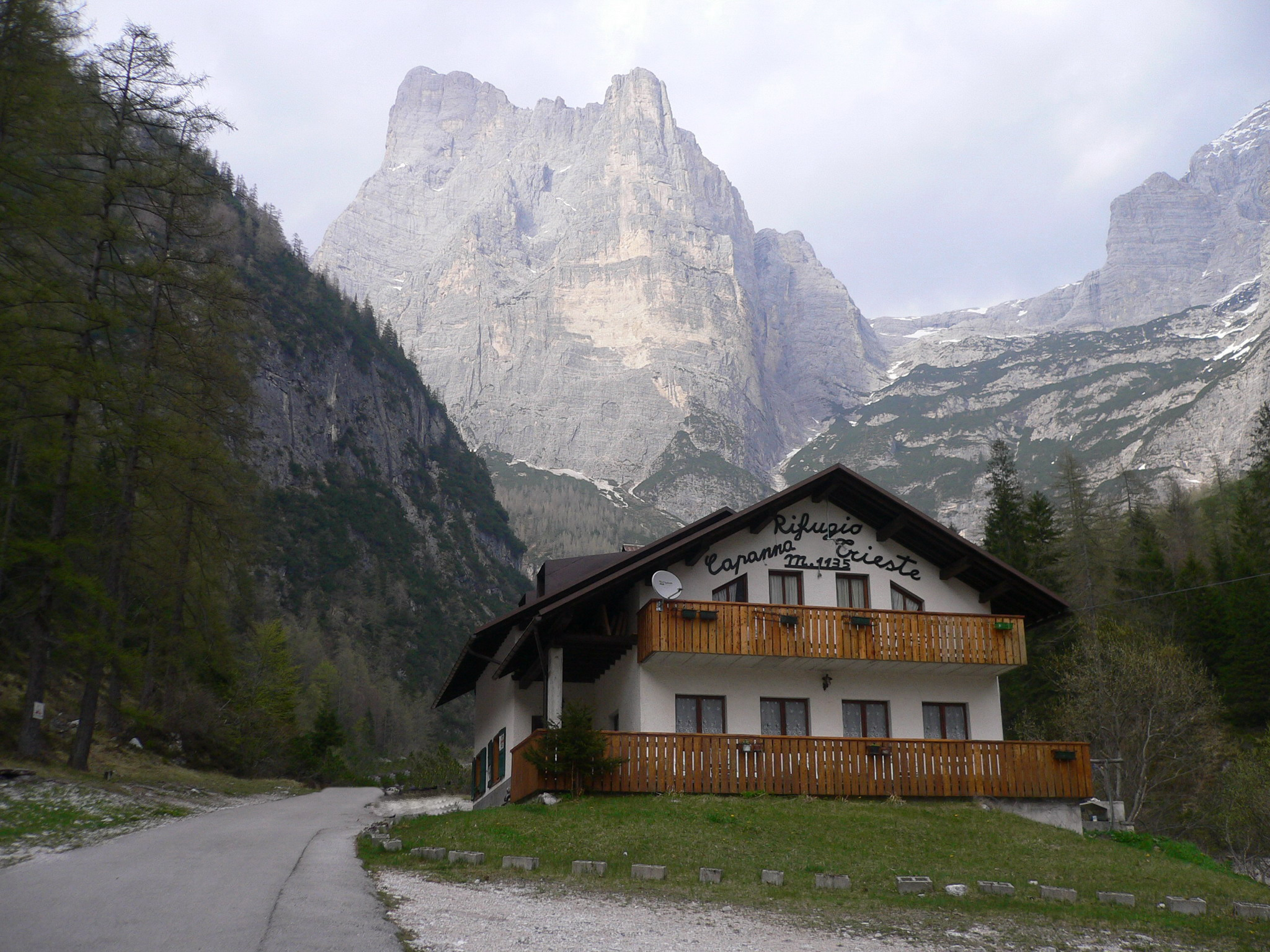
Capanna Trieste mit Torre Trieste im Hintergrund
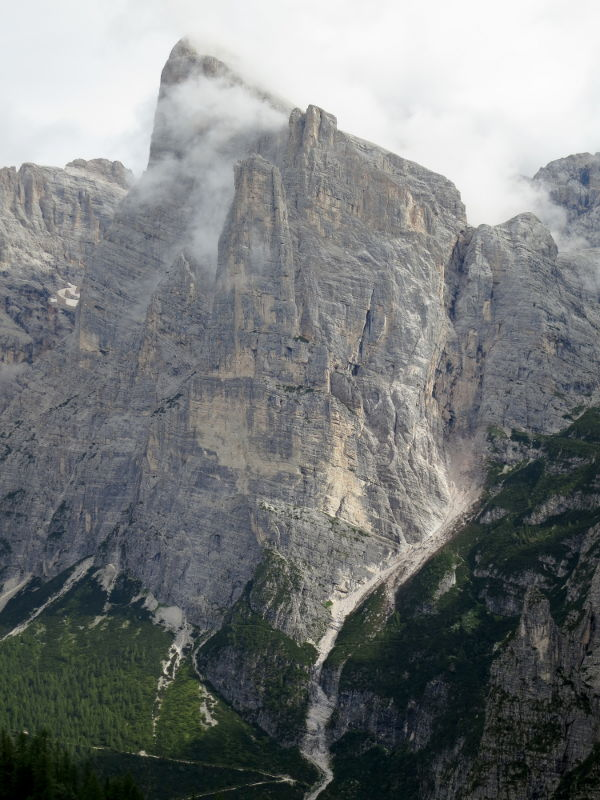
Torre Trieste im Vordergrund Cima della Busazza im Hintergrund
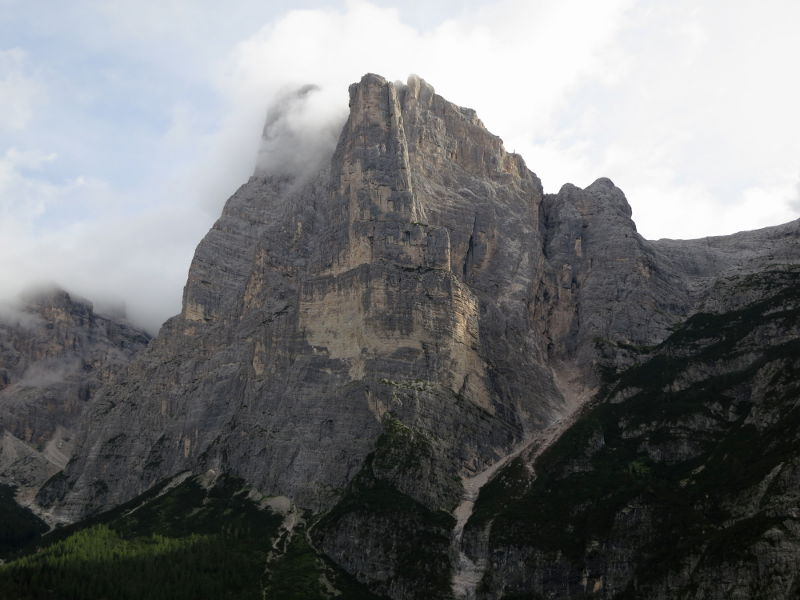
Torre Trieste Südwand